# Pholcus velitchkovskyi
Pholcus velitchkovskyi là một loài nhện trong họ Pholcidae. Loài này được phát hiện ở Nga, Ukraina và Iran.